# Oxford (Maryland)
Oxford è un comune degli Stati Uniti d'America, situato nello stato del Maryland, nella contea di Talbot.